# 热莎乡
热莎乡，是中国西藏自治区日喀则地区拉孜县下辖的一个乡镇级行政单位。

## 行政区划
热莎乡共辖以下地区：
强公村、萨麦村、杰村、久瓦村、拉荣村、宗贝村、恰西村、查沃村、热玛村、堆康村。